# Incidente aéreo del FAC-1101 de 1979
El Incidente aéreo del FAC-1101 de 1979 sucedió el 22 de agosto de 1979, cuando un mecánico de la aerolínea Satena y exempleado de la Fuerza Aérea Colombiana robó un Hawker Siddeley HS 748 construido en 1971, lo despegó con un solo motor e intentó chocarlo contra la casa de sus padres en el barrio Santa Lucía. El objetivo no fue cumplido porque el combustible de la aeronave se agotó y terminó impactando en el barrio Marco Fidel Suárez. La aeronave era usada tanto por la fuerza aérea militarmente como por Satena de forma civil.

## Accidente
El mecánico Armando Nieto Jaramillo, quien había pertenecido a la Fuerza Aérea y en el momento del incidente trabajaba para Satena, robó el Hawker alrededor de las 5:36. A pesar de los intentos de contacto por parte del controlador aéreo y de los bomberos por detenerlo, el avión pudo carretear y despegar con un solo motor y Nieto Jaramillo comenzó un vuelo sobre la ciudad a baja altitud buscando la casa de sus padres. Después de varios intentos por ubicarse, el piloto reconoció la Avenida Caracas y se guió con ella para dirigirse a la casa de sus padres. Mientras iba descendiendo en la dirección de la casa la aeronave se quedó sin combustible y terminó impactando varias casas en el barrio Marco Fidel Suárez, matando al piloto, a Óscar Armando Romero Acosta de 17 años y a Irene Morato de Ávila de 65 años.